# Luis Reig
Luis Reig (30 de agosto de 1869-29 de marzo de 1932) fue un actor español de comienzos del siglo XX.
Nacido en 1869 (Algunas fuentes indican 1870), debutó como actor de escena, su primer matrimonio fue con Teresa Helguero Aramburu (probablemente en Lima, Perú), con quien tuvo a su primer hijo Juan Reig (muerto en 1889), después se casó con la actriz María Cañete, con quién también tuvo una hija, permanecieron juntos hasta la muerte de él.                                                                                                 
Protagonizó la película El golfo en 1917, dirigida por José de Togores, también protagonizada por Ernesto Vilches y Irene López Heredia, murió el 29 de marzo de 1932, fue enterrado en el Cementerio de la Almudena.